# The Best of 1980–1990
The Best of 1980—1990 — первый сборник лучших вещей ирландской рок-группы U2, выпущенный в ноябре 1998 года. Диск в основном содержит хиты группы восьмидесятых годов, а также одну новую запись. В апреле 1999 года был выпущен соответствующий видеоальбом (содержащий видеоклипы и одно концертное видео). В 2002 году за ним последовал ещё один сборник The Best of 1990–2000.

## Об альбоме
Ограниченная версия издания, содержащая дополнительный диск со сторонами «Б» синглов, была выпущена в тот же день, что и 1-дисковая версия. На момент его выхода было заявлено, что 2-дисковое издание будет доступно только первую неделю продаж. Хотя это заявление и не материализовалось, результатом стал очень высокий спрос на 2-дисковую версию.
Мальчик на обложке — Питер Роуэн, брат друга Боно Гугги (настоящее имя Дерек Роуэн) из Virgin Prunes. Он также появляется на обложках первого сингла Three, двух из трёх первых альбомов группы, Boy и War, и интернет-релиза Early Demos

## Список композиций

### The Best of 1980—1990
Вся музыка написана U2, слова Боно.
| №                   | Название                                     | Альбом                 | Длительность |
| ------------------- | -------------------------------------------- | ---------------------- | ------------ |
| 1.                  | «Pride (In the Name of Love)»                | The Unforgettable Fire | 3:48         |
| 2.                  | «New Year's Day»                             | War                    | 4:17         |
| 3.                  | «With or Without You»                        | The Joshua Tree        | 4:55         |
| 4.                  | «I Still Haven't Found What I'm Looking For» | The Joshua Tree        | 4:38         |
| 5.                  | «Sunday Bloody Sunday»                       | War                    | 4:40         |
| 6.                  | «Bad»                                        | The Unforgettable Fire | 5:50         |
| 7.                  | «Where the Streets Have No Name»             | The Joshua Tree        | 4:35         |
| 8.                  | «I Will Follow»                              | Boy                    | 3:36         |
| 9.                  | «The Unforgettable Fire»                     | The Unforgettable Fire | 4:53         |
| 10.                 | «Sweetest Thing» (The Single Mix)            |                        | 3:00         |
| 11.                 | «Desire»                                     | Rattle and Hum         | 2:59         |
| 12.                 | «When Love Comes to Town»                    | Rattle and Hum         | 4:17         |
| 13.                 | «Angel of Harlem»                            | Rattle and Hum         | 3:49         |
| 14.                 | «All I Want Is You»                          | Rattle and Hum         | 6:31         |
| 15.                 | «October» (скрытая дорожка)                  | October                | 2:21         |
| Общая длительность: | Общая длительность:                          | Общая длительность:    | 65:35        |

| №   | Название                    | {{{extra_column}}} | Длительность |
| --- | --------------------------- | ------------------ | ------------ |
| 15. | «One Tree Hill»             | The Joshua Tree    | 5:24         |
| 16. | «October» (скрытая дорожка) | October            | 2:21         |

### The B-sides 1980—1990 (в издании с ограниченным тиражом)
Слова и музыка всех песен — U2, если не указано иное.
| №                   | Название                                           | Сингл                                      | Длительность |
| ------------------- | -------------------------------------------------- | ------------------------------------------ | ------------ |
| 1.                  | «The Three Sunrises»                               | The Unforgettable Fire                     | 3:52         |
| 2.                  | «Spanish Eyes»                                     | I Still Haven't Found What I'm Looking For | 3:14         |
| 3.                  | «Sweetest Thing»                                   | Where the Streets Have No Name             | 3:03         |
| 4.                  | «Love Comes Tumbling»                              | The Unforgettable Fire                     | 4:40         |
| 5.                  | «Bass Trap»                                        | The Unforgettable Fire                     | 3:31         |
| 6.                  | «Dancing Barefoot» (Патти Смит/Иван Крал)          | When Loves Comes to Town                   | 4:45         |
| 7.                  | «Everlasting Love» (Мак Гейден/Базз Кейсон)        | All I Want Is You                          | 3:20         |
| 8.                  | «Unchained Melody» (Алекс Норт/Хай Зарет)          | All I Want Is You                          | 4:52         |
| 9.                  | «Walk to the Water»                                | With or Without You                        | 4:49         |
| 10.                 | «Luminous Times (Hold on to Love)» (U2/Брайан Ино) | With or Without You                        | 4:35         |
| 11.                 | «Hallelujah Here She Comes»                        | Desire                                     | 4:00         |
| 12.                 | «Silver and Gold» (Боно)                           | Where the Streets Have No Name             | 4:37         |
| 13.                 | «Endless Deep»                                     | Two Hearts Beat as One                     | 2:57         |
| 14.                 | «A Room at the Heartbreak Hotel»                   | Angel of Harlem                            | 4:32         |
| 15.                 | «Trash, Trampoline and the Party Girl»             | A Celebration                              | 2:33         |
| Общая длительность: | Общая длительность:                                | Общая длительность:                        | 59:53        |

## Позиции в хит-парадах и продажи
| Страна         | Высшая позиция            | Сертификат    | Продажи    |
| -------------- | ------------------------- | ------------- | ---------- |
| Австралия      | 1                         | 8x Платиновый | >480 000   |
| Бельгия        | 1                         | 6x Платиновый | >240 000   |
| Австрия        | 1                         | 2x Платиновый | >60 000    |
| Канада         | 1                         | 6x Платиновый | >600 000   |
| Дания          |                           | Платиновый    | >30 000    |
| Европа         |                           | 7x Платиновый | >7 000 000 |
| Финляндия      | 3                         | Золотой       | >29 000    |
| Франция        |                           | Платиновый    | >300 000   |
| Германия       | 1                         | Платиновый    | >500 000   |
| Венгрия        |                           | Золотой       | >5 000     |
| Нидерланды     |                           | Платиновый    | >80 000    |
| Новая Зеландия | 7                         | 6x Платиновый | >90 000    |
| Норвегия       |                           | Платиновый    | >40 000    |
| Польша         |                           | Золотой       | >20 000    |
| Швейцария      | 1                         | 4x Платиновый | >200 000   |
| Великобритания | 1                         | 5x Платиновый | >1 500 000 |
| США            | 2 (The Best Of & B-Sides) | 2x Платиновый | >2 000 000 |
| США            | 45 (The Best Of)          | 2x Платиновый | >2 000 000 |

## Видео
Музыка и слова U2. Все треки были ремастированы для этого релиза.
1. Pride (In the Name of Love)
2. New Year’s Day
3. With or Without You
4. I Still Haven’t Found What I’m Looking For
5. Sunday Bloody Sunday (из Under a Blood Red Sky: Live at Red Rocks)
6. Bad (из фильма Rattle and Hum)
7. Where the Streets Have No Name
8. I Will Follow
9. The Unforgettable Fire
10. Sweetest Thing
11. Desire
12. When Love Comes to Town
13. Angel of Harlem
14. All I Want Is You
15. One Tree Hill (из ранее не издававшегося материала для фильма Rattle and Hum)

## Участники записи
- Боно — вокал и гитара
- Эдж — гитара, клавишные, вокал
- Адам Клейтон — бас-гитара
- Ларри Маллен — барабаны и перкуссия